# Pajonios z Mende

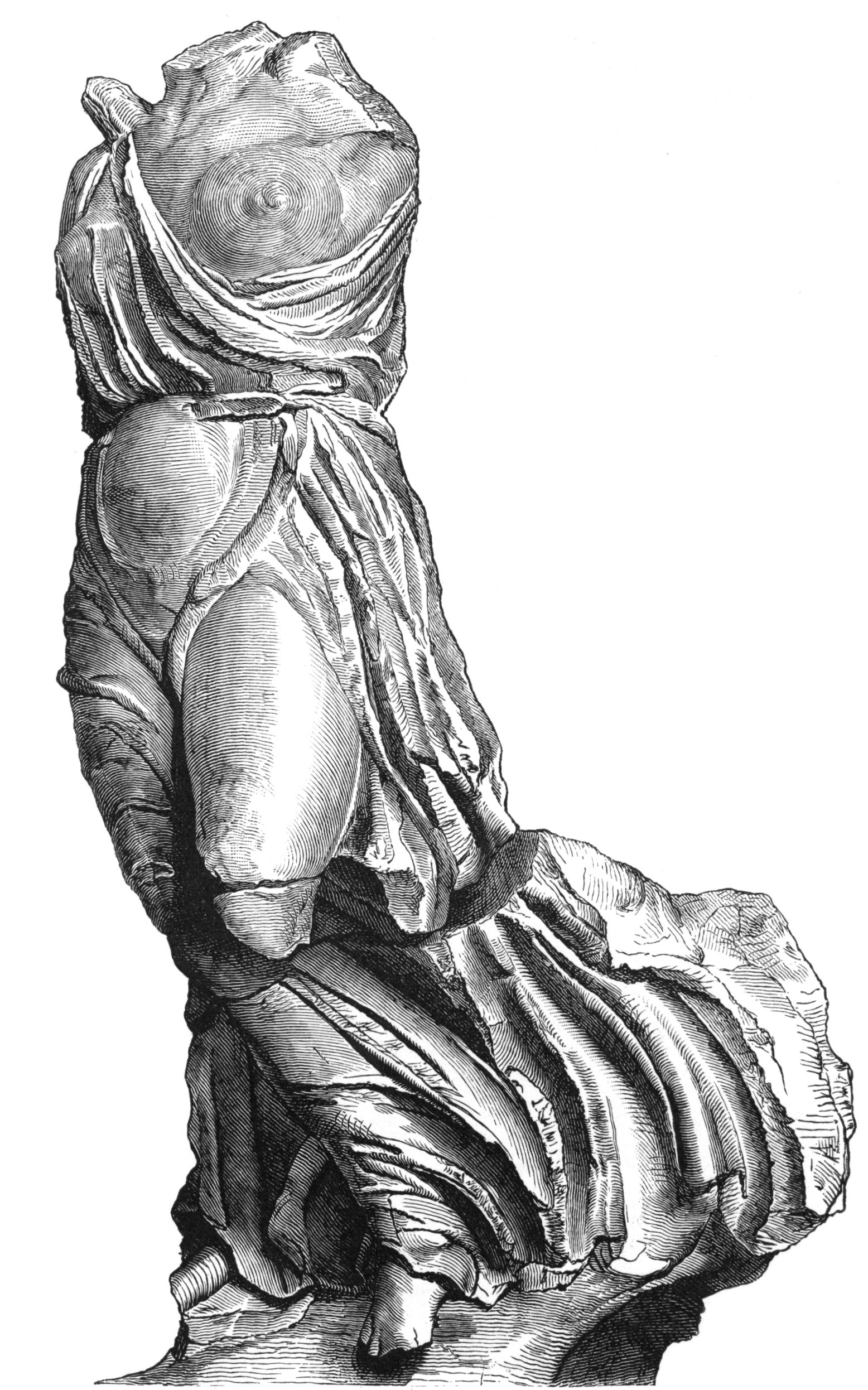
Rzeźba Nike z Olimpii – dzieło Pajoniosa z Mende

Pajonios z Mende (II poł. V w. p.n.e.) – rzeźbiarz grecki pochodzący z Mende, przedstawiciel „stylu mokrych szat”.
Tworzył w Olimpii, w okresie klasycznym. Jedynym zachowanym jego dziełem jest marmurowa statua lecącej Nike, która została ustawiona około 420 p.n.e. przed świątynią Zeusa w Olimpii jako wotum dziękczynne Messeńczyków i mieszkańców Naupaktos. Dawniej przypisywano Pajoniosowi autorstwo tympanonu wschodniego przyczółka w świątyni Zeusa w Olimpii; w rzeczywistości był twórcą jej akroterionów. Uznawany za mistrza stylu, mógł wywrzeć duży wpływ na rzeźbę attycką końca V wieku p.n.e.